# Oklahomská univerzita

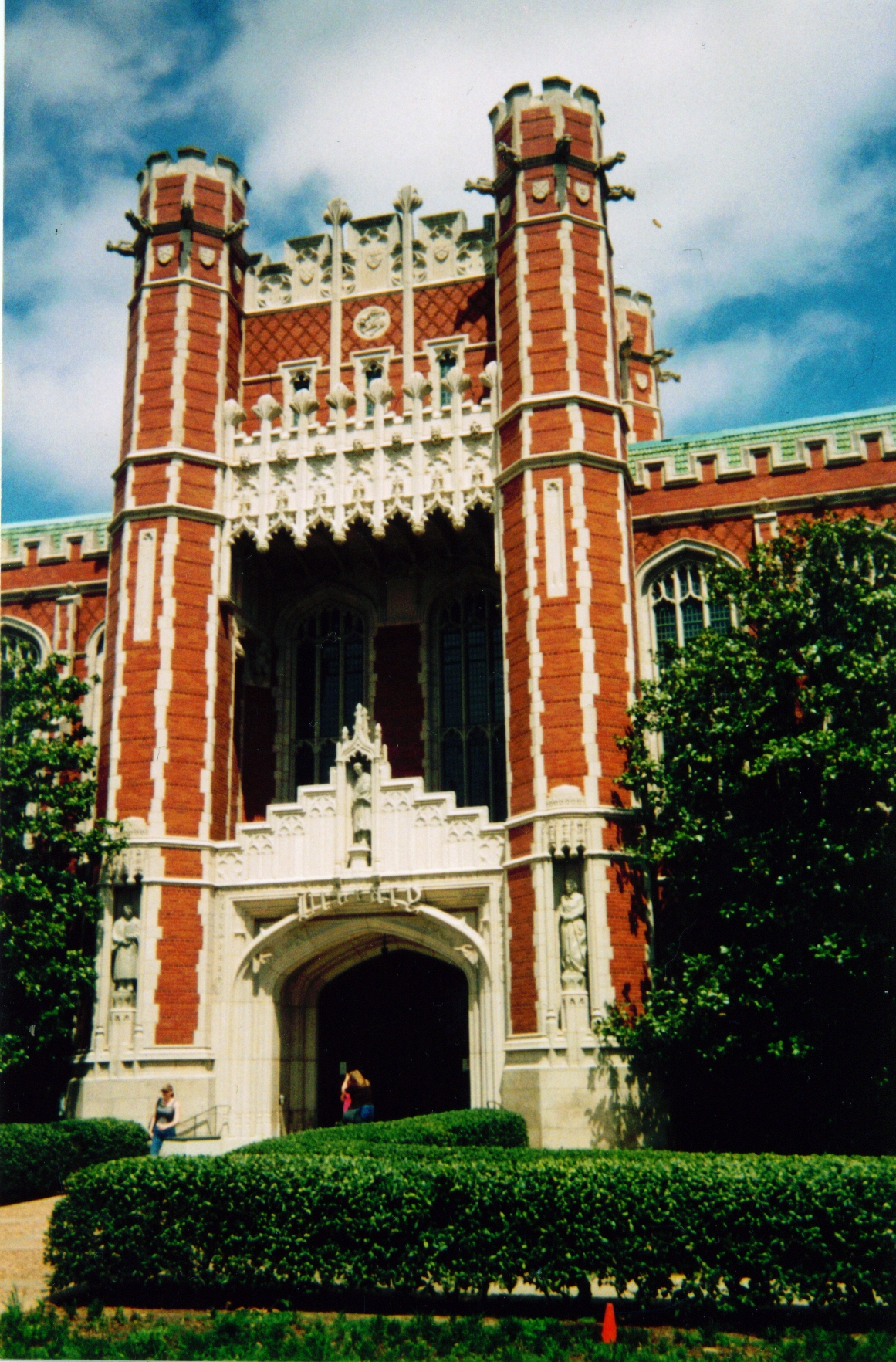
Bizzellova knihovna

Oklahomská univerzita (anglicky University of Oklahoma, krátce OU) je státní univerzita v Normanu uprostřed amerického státu Oklahoma. Se 30 447 zapsanými studenty je největší vysokou školou v Oklahomě. Vedle hlavního kampusu v Normanu se nachází univerzitní nemocnice a lékařská fakulta v Oklahoma City právě tak, jako další detašované pracoviště v Tulse se třemi a půl tisíci studenty. Univerzita je zvláště známa pro výzkum a výuku oblastech architektury, geologie, historie věd, meteorologie, domácích amerických studií, ropného inženýrství, právních věd a tance.

## Historie
Univerzita byla založena jako Norman Territorial University v roce 1890. Roku 1907 získala University of Oklahoma svůj dnešní název.

## Sport
Sportovní týmy OU se nazývají Oklahoma Sooners.

## Slavní absolventi
- C. J. Cherryh – americká spisovatelka sci-fi románů
- Owen Garriott – americký kosmonaut
- Fred Haise – americký kosmonaut
- Shannon Lucidová – americká kosmonautka
- Tom Paxton – americký zpěvák